# 袁传鉴
袁传鉴（1901年—1928年6月），湖北省京山县永隆河拖船埠人，中国共产党政治人物。

## 生平
1921年，袁传鉴早年进入武昌师范学校读书，受到董必武、陈潭秋等人影响。1923年参加中共武汉小组。1924年，加入中国共产党，他也成为京山第一位中共党员。1924年，袁传鉴与上海女子大学毕业的刘素贞（刘素珍）结为夫妻。1925年1月，袁传鉴在上海列席参加中国共产党第四次全国代表大会。同年底返回水隆河从事民运，组建彭家台支部。1926年11月，受中共湖北区委指示，袁传鉴夫妻、张国兰、吕醒他等人返回京山进行民运，并筹建国民党京山县党部和中共京山县委等组织。同年12月，中共京山县委成立，他出担任县委书记兼组织委员。1927年1月，兼任新成立的中共京山县农民协会支部书记。国共内战爆发后，他带领一众转战南乡，组织第四区委。1928年6月，袁传鉴由武汉返回潜江时，夜宿灰埠头的同学孙凤祥家中，但孙凤祥向渔薪河保卫团告密。次日，袁传鉴在抵达郭家湾时，被国民党枪杀。